# Bilagunda, Hassan
Bilagunda là một làng thuộc tehsil Hassan, huyện Hassan, bang Karnataka, Ấn Độ.